# Christophe Szpajdel
Christophe Szpajdel (ur. 29 września 1970 w Gembloux), znany także jako Lord of the Logos – belgijski artysta grafik, specjalizujący się w projektach logo dla grup muzycznych z nurtów muzyki rockowej i heavymetalowej. Przez dwadzieścia lat działalności artystycznej wykonał ponad 7000 projektów dla zespołów z całego świata. Najsłynniejszą pracą Szpajdela jest prawdopodobnie logo norweskiego zespołu blackmetalowego Emperor.
Publikacje na temat artysty ukazały się m.in. w takich czasopismach jak: Metal Maniacs czy Vice Magazine. W 2008 roku prace Szpajdela ukazały się w książce pt. Logos From Hell (ISBN 978-0-615-24501-0, Mark Riddick) wydanej przez Marka Riddicka. Z kolei w 2010 roku ukazał się album z pracami artysty zatytułowany Lord Of The Logos. Designing The Metal Underground (ISBN 978-3-89955-282-9, Die Gestalten Verlag). Wystawiał także na Image Festival w Rotterdamie.
Jedyną formą wynagrodzenia jaką przyjął były egzemplarze płyt zespołów, z którymi współpracował. Zna wiele języków obcych w tym: angielski, włoski, portugalski, hiszpański, niderlandzki i polski.

## Życiorys
Christophe Szpajdel urodził się w 1970 w Belgii w rodzinie emigrantów z Polski. Rysunkiem zainteresował się już we wczesnym dzieciństwie. Pierwszą pracą była modliszka, którą narysował w wieku 3 lat podczas pobytu wraz z rodziną w południowej Francji. Pod koniec lat 70. XX w. zainteresował się muzyką takich zespołów jaki KISS czy Black Sabbath. W latach późniejszych poznał twórczość takich zespołów jak Mercyful Fate, Venom, Celtic Frost czy Judas Priest. Pierwsze profesjonalne logo wykonał w 1988 roku dla zespołu Morbid Death, a następnie dla Enthroned. W międzyczasie pisał recenzje, przeprowadzał wywiady oraz rysował dla Septicore Fanzine.
Na początku lat 90. XX w. wykonał loga dla zespołów Emperor, Moonspell, Infernalium i Graveland. Szpajdel szerzej zaistniał dopiero w 1994 roku, gdy jego nazwisko zostało umieszczone we wkładce albumu zespołu Emperor. W latach późniejszych ukończył Studia Leśnicze oraz odbył szereg staży m.in. w miejscowości Stara Brda w Polsce, a także na portugalskich wyspach Azory i we Francji. W 2002 roku osiadł w Anglii, gdzie kontynuował działalność artystyczną. Wykonał następnie m.in. loga dla takich zespołów jak: Old Man’s Child, Borknagar, Witchmaster czy Cryptic Tales. W 2008 roku wykonał logo promujące film dokumentalny poświęcony muzyce blackmetalowej pt. Until The Light Takes Us w reżyserii Aarona Aitesa i Audrey Ewell.